# Yen Man-sung
Yen Man-sung, född 27 november 1957, är en taiwanesisk bågskytt. Han deltog vid olympiska sommarspelen 1988.